# Ninos

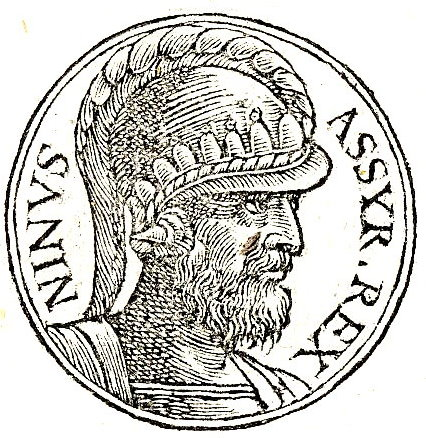
Ninos in Guillaume Rouillés Promptuarii Iconum Insigniorum

Ninos ist der mythische namensgebende Gründer der Stadt Ninive in Assyrien und personifiziert diese Stadt. In den Schriftzeugnissen des Alten Orients wird sein Name nicht erwähnt; demnach scheint es sich bei den Legenden um ihn um spätere Erfindung zur Erklärung des Namens Ninive, also um eine Ätiologie, zu handeln. Ninos ist ausschließlich in Werken der griechischen und lateinischen Literatur der Antike bezeugt, wo seine Herrschaft häufig den Beginn der Weltgeschichte markiert. Er wird häufig mit dem biblischen Helden Nimrod identifiziert.

## Überblick
Diodor nannte Ninos als Gründer der Stadt Ninive (Ninos). Er soll der Sohn des Belos oder Bels (Ba’al), des mythischen Gründers von Babylon, gewesen sein. Ninos habe mit Hilfe des Königs Ariaios von Arabien innerhalb von 17 Jahren das gesamte westliche Asien erobert und damit das erste Großreich der Weltgeschichte gegründet. Während der Belagerung von Baktra traf Ninos Semiramis, die Frau des Onnes, eines seiner Offiziere, dem er sie abnahm und sie selbst heiratete. Beider Kind war Ninyas. Nach Ninos' Tod errichtete ihm Semiramis ein Mausoleum in der Nähe Babylons, neun Stadien hoch und zehn Stadien breit. Als weiterer Sohn gilt Trebeta, der jedoch erst in der nachantiken Tradition erwähnt wird. Nach Ninos' Tod herrschte zunächst Semiramis, danach Ninyas.
Diodor nutzte als Quelle das heute nicht mehr erhaltene Werk des Ktesias von Knidos, der offenbar relativ ausführlich auf den mythischen Herrscher Ninos einging. Herodot erwähnte in seinen Historien einen Ninos als Enkel des Belos, berichtete aber nicht von der Stadtgründung und nichts von den sagenhaften Geschichten, die bei Ktesias geschildert werden. Ktesias diente nachfolgenden Geschichtsschreibern anscheinend als Hauptquelle.
Nach Kastor von Rhodos (überliefert durch den byzantinischen Chronisten Georgios Synkellos) regierte Ninos 52 Jahre, nach Ktesias ab 2189 v. Chr. Auch Strabo (Geographika 16, 2) kennt Ninos als Gatten von Semiramis. Er habe die Stadt Ninos in Aturien (Ninive) gegründet. Seine Nachfolger waren Semiramis, Sardanapal und Arbakes. In der Historia adversus paganos des spätantiken christlichen Autors Orosius wird Ninos ebenfalls als derjenige geschildert, der als erster Mensch Kriege angezettelt und Expansionspolitik betrieben und damit den Niedergang der menschlichen Entwicklung eingeläutet habe.
Biblischer Überlieferung zufolge war Nimrod der Gründer von Ninive (Genesis 10, 8-10), Semiramis gilt nach rabbinischer Tradition als seine Frau.
Der neuzeitliche Staatstheoretiker Jean Bodin sah Nimrod, „den viele Ninos nennen“, als den ersten despotischen König der Weltgeschichte und Urheber des monarchischen Staatswesens an (Sechs Bücher über die Republik, Buch 2,2).
Ein in das 1. oder 2. Jahrhundert v. Chr. zu datierender Roman, der die Liebe von Ninos und Semiramis behandelt, ist in Form zweier Papyrus-Fragmente erhalten. Auch der Feldzug des Ninos gegen Armenien wird darin ausführlich geschildert. Dieser als Ninos-Roman bekannte Text ist das älteste überlieferte Beispiel seiner Gattung.

## Weitere Namensträger
Ein anderer Ninos, Nachfolger von Sardanapal, wird als letzter König Ninives genannt.